# Eriocaulon stellulatum
Eriocaulon stellulatum är en gräsväxtart som beskrevs av Friedrich August Körnicke. Eriocaulon stellulatum ingår i släktet Eriocaulon och familjen Eriocaulaceae. IUCN kategoriserar arten globalt som livskraftig. Inga underarter finns listade i Catalogue of Life.

## Bildgalleri

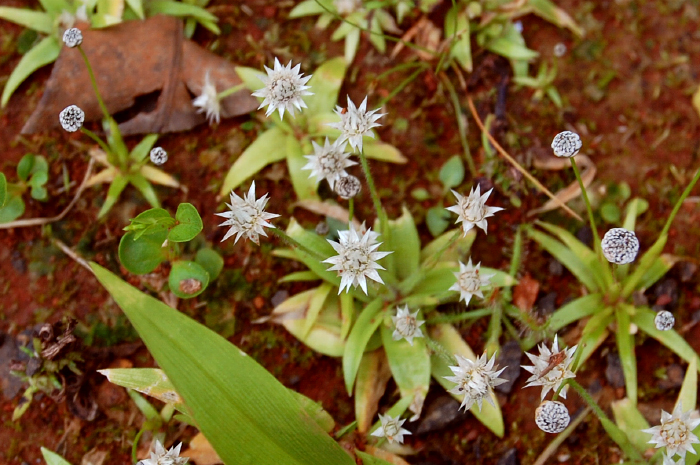